# Yesterday Went Too Soon
Yesterday Went Too Soon è il secondo album del gruppo musicale Feeder, pubblicato nell'agosto del 1999 dopo un tour di 168 date negli Stati Uniti. È stato il primo album dei Feeder ad entrare nella Top 10 inglese, precisamente alla posizione numero 8.

## Tracce
1. Anaesthetic
2. Insomnia
3. Picture of Perfect Youth
4. Yesterday Went Too Soon
5. Waiting For Changes
6. Radioman
7. Day In Day Out
8. Tinsel Town
9. You're My Evergreen
10. Dry
11. Hole In My Head
12. So Well
13. Paperfaces

## Singoli
- Day In Day Out (marzo 1999)
- Insomnia (maggio 1999)
- Yesterday Went Too Soon (agosto 1999)
- Paperfaces (novembre 1999)